# Онешть (Гинчештський район)
Онешть (рум. Onești) — село у Гинчештському районі Молдови. Адміністративний центр однойменної комуни, до складу якої також входить село Стримбень.

## Населення
За даними перепису населення 2004 року у селі проживали 1259 осіб.
Національний склад населення села:
| Національність       | Кількість осіб | Відсоток   |
| -------------------- | -------------- | ---------- |
| молдавани румуни     | 1040 12        | 82,6% 1,0% |
| українці             | 125            | 9,9%       |
| росіяни              | 65             | 5,2%       |
| гагаузи              | 6              | 0,5%       |
| болгари              | 5              | 0,4%       |
| інша / без відповіді | 6              | 0,5%       |
| Всього               | 1259           | 100%       |